# Верхнедавыдовское сельское поселение
Верхнедавы́довское сельское поселение — упразднённое муниципальное образование в составе Осинского района Пермского края. Было заменено Осинским городским округом.
Административный центр — село Верхняя Давыдовка.

## Географическое положение
Поселение расположено в северо-западной части Осинского района, на правом берегу реки Кама.

## Символика
Решением Совета депутатов Верхнедавыдовского сельского поселения № 182 от 28 мая 2012 года утверждён герб и флаг поселения. Герб внесен в Государственный геральдический регистр РФ под № 7796. Флаг внесен в Государственный геральдический регистр РФ под № 7797.
Описание герба: «В серебряном поле червленый прямой крест, составленный их четырех ромбов, соединенных остриями в центре, и сопровождаемый в оконечности лазоревым волнистым поясом».
Описание флага: «Прямоугольное полотнище белого цвета с отношением ширины к длине 2:3, воспроизводящее композицию из герба Верхнедавыдовского сельского поселения, выполненную в красном и голубом цветах».

## История
Статус и границы сельского поселения установлены Законом Пермской области от 10 ноября 2004 года № 1717—348 «Об утверждении границ и о наделении статусом муниципальных образований Осинского района Пермской области». 21 февраля 2019 года Законодательное Собрание Пермского края издало закон об упразднении некоторых сельских поселений, в том числе Верхнедавыдовского, и образовании Осинского городского округа. 23 февраля 2019 года ряд сельских поселений Пермского края был упразднён

## Население
| 2010 | 2012 | 2013 | 2014 | 2015 | 2016 | 2017 |
| ---- | ---- | ---- | ---- | ---- | ---- | ---- |
| 755  | ↗770 | ↗782 | →782 | ↘720 | ↘698 | ↘684 |
| 2018 | 2019 |      |      |      |      |      |
| ↘670 | ↘636 |      |      |      |      |      |

По данным переписи 2010 года численность населения составляла 755 человек, в том числе 346 мужчин и 409 женщин.

## Состав сельского поселения
| № | Населённый пункт   | Тип населённого пункта       | Население |
| - | ------------------ | ---------------------------- | --------- |
| 1 | Боголюбы           | деревня                      | 29        |
| 2 | Богомягково        | село                         | 138       |
| 3 | Верхняя Давыдовка  | село, административный центр | 298       |
| 4 | Гольяны            | деревня                      | 1         |
| 5 | Заводчик           | деревня                      | ↘53       |
| 6 | Ключики            | деревня                      | 30        |
| 7 | Кочебашева         | деревня                      | 101       |
| 8 | Монастырка         | деревня                      | 104       |
| 9 | Нижняя Вахромеевка | деревня                      | 1         |

### Упразднённые населённые пункты
1 июля 2009 года упразднена деревня Верхняя Вахромеевка

## Экономика
- ООО «Давыдовка»[2].

## Объекты социальной сферы
Объекты социальной сферы:
- образовательные учреждения:
  - МОУ «Верхнедавыдовская основная общеобразовательная школа» со структурными подразделениями:
    - «Верхнедавыдовский детский сад»,
    - «Богомягковская основная общеобразовательная школа»,
    - «Богомяковский детский сад».
- учреждения культуры:
  - Верхнедавыдовский культурно-информационный центр;
- учреждения здравоохранения:
  - Верхнедавыдовский фельдшерско-акушерский пункт;
  - Богомягковский фельдшерско-акушерский пункт.